# Родовища магнієвих солей Івано-Франківщини
Родовища магнієвих солей Івано-Франківщини
Державним балансом запасів корисних копалин України враховано 5 комплексних родовищ магнієвої солі: Калуш-Голинське та Стебницьке родовища сухих калійних солей і 3 родовища ропи озер у східній Україні (Сиваш, Санек-Сиваш, Старе).
У 1999 р. підприємствами України вироблено майже 10 тис. т металевого магнію, з яких 8 тис. т експортовано в країни СНД, решту надано металопереробним підприємствам України.
Програмою «Кольорова металургія України на період до 2010 р.» передбачено значне збільшення споживання металічного магнію — від 1,5 тис. т у 2000 р. до 13,6 тис. т у 2010 р.
Підготовлена мінерально-сировинна база задовольняє потреби держави. Запаси Калуш-Голинського родовища (на 01.01.1998 р.): сірчанокислі солі (MgO) — категорії А+В+С1 — 75 тис. т; сірчанокислі солі (сирі солі) — 814 тис. т; змішані сульфатно-хлористі солі (MgO) — категорії А+В — 6894 тис. т; А+В+С1 — 22 440 тис. т. Змішані сульфатно-хлористі солі (сирі солі) — категорія А+В — 141109 тис. т; А+В+С1 — 44318 тис. т.
Річна продуктивність Калуш-Голинського родовища по металу магнію — 7,65 тис. т.
Споживачі продукції — підприємства України, Польщі, сільське господарство України.